# Westphalia-Variante
|   | a | b | c | d | e | f | g | h |   |
| 8 |   |   |   |   |   |   |   |   | 8 |
| 7 |   |   |   |   |   |   |   |   | 7 |
| 6 |   |   |   |   |   |   |   |   | 6 |
| 5 |   |   |   |   |   |   |   |   | 5 |
| 4 |   |   |   |   |   |   |   |   | 4 |
| 3 |   |   |   |   |   |   |   |   | 3 |
| 2 |   |   |   |   |   |   |   |   | 2 |
| 1 |   |   |   |   |   |   |   |   | 1 |
|   | a | b | c | d | e | f | g | h |   |

Stellung nach 3. Sb1–c3 Sg8–f6 4. Lc1–g5 Sb8–d7 5. Sg1–f3 Lf8–b4
Bei der Westphalia-Variante handelt es sich um eine Eröffnung im Schachspiel, die zum Damengambit zählt und folglich zu den Geschlossenen Spielen gehört.
Sie entwickelt sich aus dem Abgelehnten Damengambit.
Unter der Westphalia-Variante (im englischsprachigen Raum auch „Manhattan Defence“ genannt) versteht man 1. d2–d4 d7–d5 2. c2–c4 e7–e6 3. Sb1–c3 Sg8–f6 4. Lc1–g5 Sb8–d7 5. Sg1–f3 Lf8–b4. Sie wurde nach dem Namen des Schiffes benannt, auf dem einige Meister zum Turnier in New York 1927 reisten und auf der Überfahrt diese Variante analysierten.
Ebenso reicht 1. d4 d5 2. c4 e6 3. Sc3 Sf6 4. Lg5 Sbd7 5. e3 Lb4 zur Charakterisierung als Westphalia-Variante. Mit dieser Zugfolge verlor 1925 der damalige Weltmeister Capablanca eine Simultanpartie gegen den 14-jährigen Botwinnik. Die Partie ging mit 6. c4xd5 e6xd5 7. Dd1–b3 c7–c5 8. d4xc5 Dd8–a5 weiter.
Mit dem Angriff auf den Punkt c3 ähnelt sie der Ragosin-Variante und der Cambridge-Springs-Variante. Im Unterschied zur Cambridge-Springs-Variante wird Schwarz c7–c5 in einem Rutsch ziehen. Um der Fernwirkung des geplanten Da5 auf den Lg5 vorzubeugen, empfiehlt die Theorie dem Weißen 6. c4xd5 e6xd5. Nach weiterem 7. e2–e3 c7–c5 8. Lf1–d3 ist auf 8. … c5–c4 oder zwischengestaltetem 8. … Dd8–a5 9. Dd1–c2 c5–c4 jeweils Ld3–f5 die angesagte Erwiderung.